# Округ Пондера (Монтана)
Пондера (енгл. Pondera County) је округ у америчкој савезној држави Монтана.

## Демографија
По попису из 2010. године број становника је 6.153, што је 271 (-4,2%) становника мање него 2000. године.
| Група             | 2000.         | 2010.         |
| Белци             | 5.347 (83,2%) | 5.060 (82,2%) |
| Афроамериканци    | 6 (0,1%)      | 7 (0,1%)      |
| Азијати           | 9 (0,1%)      | 13 (0,2%)     |
| Хиспаноамериканци | 54 (0,8%)     | 87 (1,4%)     |
| Укупно            | 6.424         | 6.153         |